# Carl Schulze (Politiker)
Carl Schulze (* 1893 in Bad Liebenwerda; † 27. August 1960 in Mosbach) war ein deutscher Politiker (CDU der DDR), Mitglied des Landtages von Sachsen-Anhalt.

## Leben
Schulze war das vierte von fünf Kindern des Gastwirts und Gelbgießermeisters Carl Wilhelm Hermann Schulze. Er absolvierte die Realschule in Großenhain und besuchte später eine Handelslehranstalt in Görlitz. Anschließend machte er eine Lehre zum Bankkaufmann in Werdau, woraufhin er bei der Döbelner bzw. Dresdner Bank angestellt war. Schulze nahm als Soldat am Ersten Weltkrieg teil.
1928 wurde er – nach der Scheidung von seiner ersten Frau – Prokurist einer Bank in Rathenow, bevor er 1930 nach Bad Liebenwerda zurückzog. Hier konnte er sich von seinem erarbeiteten Vermögen eine Stadtvilla bauen. Bis 1945 arbeitete er dort selbstständig als Buchprüfer, Steuer- und Wirtschaftsberater, Treuhänder, Grundstücks-, Konkurs- und Zwangsverwalter.
In der NS-Zeit widersetzte Schulze sich den nationalsozialistischen Alltagsgepflogenheiten, so zum Beispiel verweigerte er den Hitlergruß und unterließ das Hissen der Hakenkreuzfahne. 1936 wurden ihm daraufhin Teile seiner Berufsausübung untersagt. 1938 weigerte er sich, an der Reichstagswahl vom 10. April 1938 teilzunehmen, die mit einer Volksabstimmung über den „Anschluss“ Österreichs verbunden war, und wurde anschließend mit einem Schild mit der Aufschrift „Ich habe nicht gewählt“ von SA- und SS-Leuten durch die Stadt getrieben und in der Lokalzeitung angefeindet. Anschließend musste Schulze drei Tage in sogenannter „Schutzhaft“ im Gefängnis zubringen. Im August 1939 wurde er als Reserveoffizier zur Wehrmacht einberufen, wenige Wochen später jedoch als „wehrunwürdig“ aus der Wehrmacht ausgeschlossen.
Nach der Kapitulation 1945 wurde Schulze Leiter der Finanzabteilung der Kreisverwaltung und gleichzeitig Leiter der Kreissparkasse in Bad Liebenwerda. Ab September 1945 war er dann Vorsitzender der CDU Liebenwerda und saß auch im Stadtparlament. Schon bald geriet er in Konflikt mit der sowjetischen Besatzungsmacht und den führenden großen Parteien KPD und SPD bzw. der SED.
Ab Januar 1947 war Schulze zusätzlich für die CDU Mitglied im Landtag von Sachsen-Anhalt. Im März 1948 wurde er als Leiter der Finanzabteilung der Kreisverwaltung entlassen, eine Entscheidung, gegen die er sich wehrte und die letztlich im August 1948 zum Ausschluss aus der CDU führte. Im Januar 1949 legte Schulze seinen Posten als Leiter der Finanzabteilung der Kreisverwaltung nieder. Seine Mandate in der Stadtverordnetenversammlung und im Kreistag ließ er ruhen. Im März 1949 wurde er auch aus der CDU-Landtagsfraktion ausgeschlossen, woraufhin er im Oktober 1949 mit anderen fraktionslosen Abgeordneten eine „Fraktion der Mitte“ (FdM) gründete. Diese bestand jedoch nur zwei Wochen lang. Schulze wurde daraufhin wieder in die CDU-Fraktion aufgenommen, bevor er im Juni 1950 endgültig ausgeschlossen wurde. Im Landtag blieb er jedoch bis zum Ende der Legislaturperiode am 15. Oktober 1950. Im November 1950 entzog das Finanzamt Liebenwerda Schulze die Zulassung als Helfer in Steuersachen. Am 7. Juli 1952 wurde Schulze wegen angeblicher Spionage verhaftet und saß zunächst in der MfS-Kreisdienststelle Bad Liebenwerda in U-Haft und wurde dann in das Untersuchungsgefängnis „Roter Ochse“ nach Halle verlegt. Im November 1952 wurde er zu acht Jahren Zuchthaus, zehn Jahren Sühnemaßnahmen und Vermögenseinzug wegen „Boykotthetze“ und „Kriegshetze“ verurteilt. Aus der Haft sandte Schulze zahlreiche Eingaben an Repräsentanten der DDR. In einer dieser Eingaben forderte er die Durchführung von freien und geheimen Wahlen in der DDR. Im Oktober 1956 wurde Schulze vorzeitig aus dem Gefängnis entlassen. Er zog zu seiner ehemaligen Haushälterin Hilde Schmiedl, mit der er sich bald darauf verlobte, und arbeitete wieder als Grundstücksverwalter und Buchhalter. Sein von der DDR entzogenes Vermögen bezifferte Schulze auf 97.750 DM, darunter Grundbesitz und Wohnungseinrichtung, zu der auch seine komplette Bibliothek gehörte. Nachdem ein Antrag auf die Rückgabe seines Vermögens gescheitert war, verließ Schulze am 30. Oktober 1957 die DDR zusammen mit seiner Verlobten. Beide wurden in Billigheim bei Mosbach angesiedelt.